# Студенко Іван Пилипович
Іва́н Пили́пович Студе́нко (10 грудня 1899 , Миколаїв, Херсонська губернія, Російська імперія  — невідомо ) — український радянський діяч, майстер механічного цеху Миколаївського суднобудівного заводу імені 61 комунара. Депутат Верховної Ради УРСР 1-го скликання (1938–1947).

## Біографія
Народився 10 грудня 1899 року в родині робітника-столяра заводу «Наваль» у місті Миколаєві, тепер Миколаївська область, Україна. У 1912 році закінчив початкову народну школу в місті Миколаєві. З 1912 по 1916 рік навчався в Миколаївській ремісничій школі, здобув спеціальність токаря.
У 1916–1918 роках — токар механічного цеху Миколаївського суднобудівного заводу «Наваль». У 1918 році, після закриття заводу, деякий час працював токарем на тимчасових роботах у майстернях, був на земляних роботах по будівництву шляхів, працював машиністом парового локомобіля в селі. У 1919 році навчався на курсах сільськогосподарських машиністів при Миколаївському технічному училищі.
У 1919 році мобілізований до Червоної армії, служив у окремому батальйоні військ Внутрішньої охорони республіки Всеросійської надзвичайної комісії в місті Орлі. З 1919 по 1920 рік брав участь у боях проти білогвардійських військ генерала Денікіна у складі 79-го полку 13-ї армії РСЧА. У 1920 році захворів тифом, лікувався в госпіталі міста Катеринослава. Після демобілізації з армії повернувся до міста Миколаєва.
З 1920 по 1930 рік — токар електроремонтної майстерні Миколаївського суднобудівного заводу «Наваль» (потім — імені Андре Марті).
У 1930–1934 роках — інструктор, старший інструктор школи фабрично-заводського учнівства (ФЗУ) при Миколаївському суднобудівному заводі імені Андре Марті. Брав участь у струнному оркестрі народних інструментів ВУОРМ.
Член ВКП(б) з 1931 року.
У 1932 році закінчив тримісячні курси техніків холодної обробки металів у Москві, здобув спеціальність техніка холодної обробки металів.
У 1934 році (до грудня) навчався в Одеській музичній консерваторії.
До травня 1935 року — інструктор школи фабрично-заводського учнівства (ФЗУ) при Миколаївському суднобудівному заводі імені 61 комунара.
З травня 1935 по 1938 рік — майстер механічного цеху № 10 Миколаївського суднобудівного заводу імені 61 комунара. У березні 1938 — 1939 роках — редактор заводської багатотиражної газети «Ударник» Миколаївського суднобудівного заводу імені 61 комунара. Обирався головою цехового комітету профспілки.
26 червня 1938 року обраний депутатом Верховної Ради УРСР 1-го скликання по Миколаївській третій виборчій окрузі № 129 Миколаївської області.
З 1939 по 1941 рік — заступник голови виконавчого комітету Миколаївської міської ради депутатів трудящих.
Учасник німецько-радянської війни. Був політичним керівником роти резерву політичного управління Південного фронту, у липні 1941 року потрапив у оточення, деякий час вважався зниклим безвісти. До квітня 1942 року перебував у евакуації в місті Астрахані.
З квітня 1942 року — в Червоній армії. З квітня по липень 1942 року служив у оперативній групі при Військовій раді 24-ї армії Південного фронту. З липня по листопад 1942 року перебував у розпорядженні Військової ради групи військ Закавказького фронту. З листопада 1942 по січень 1944 року служив заступником начальника з політичної частини 914 і 917-ї санітарних команд 24-ї армії (Окремої Приморської армії) Закавказького фронту. З 1944 по 1945 рік був заступником начальника з політичної частини евакуаційного госпіталю № 5441 (у станиці Гіагінській Адигейської автономної області Краснодарського краю і в місті Новоград-Волинську Житомирської області).
18 грудня 1945 року звільнений у запас, жив у Миколаєві.

## Військове звання
- політрук
- капітан

## Нагороди
- медаль «За оборону Кавказу» (31.10.1945)
- медаль «За перемогу над Німеччиною у Великій Вітчизняній війні 1941—1945 рр.» (28.09.1945)